# Efraín Gaitán Orjuela
Efraín Gaitán Orjuela (Bogotá, 13 de junio de 1929 - Quibdó, 12 de marzo de 2011) fue un periodista, sacerdote y escritor colombiano.

## Biografía
Nació en Bogotá, estudió sociología y periodismo en Roma. Como estudiante fundó y colaboró con los periódicos Ki - Tob, el Polvorín, el Periscopio. Desde 1956 dirigió la revista Voto Nacional. Se especializo en la semántica. La primera edición de su obra maestra fue hecha por el Banco de la República en 1956. Fue trasladado a Bucaramanga donde creó el periódico El Joyero. Viajó a Venezuela y luego al Chocó donde se estableció en 1967,para evitar su destitución debido a su apoyo a las tesis de Camilo Torres Restrepo y sus críticas a los políticos de turno.
Realizó obras sociales, apoyó las protestas sociales, creó parques, emisoras y empresas.
Fue crítico de algunas decisiones controvertidas de los Obispos de Istmina y Quibdó, que generaron la suspensión de sus funciones sacerdotales en dos oportunidades. En 1988 fue elegido concejal de Quibdó a nombre de la Unidad Cívica y en 1997 fue candidato a la alcaldía de Quibdó.Dirigía el mensuario El Chocófilo.
El 7 de marzo de 2011, fue arrollado por una motocicleta. Falleció el 12 de marzo de 2011.

## Obras
- Biografía de las Palabras.[7]
- La Clave del Éxito Periodístico.[8]
- Grandes del Chocó.[9]
- Entre Dios y la Selva.
- Rastros y Rostros del Periodismo Chocoano 1519-2000.[10]
- El Chocó de la A a la Z
- Las Confesiones de un Misionero
- Periodismo Moderno y Anécdotas y refranes en el periodismo.

## Homenajes
Universidad Tecnológica del Chocó creó la Hemeroteca Efraín Gaitán Orjuela.